# 韋勒島

65°27′S 65°24′W / 65.450°S 65.400°W
韋勒島（英語：Weller Island）是南極洲的島嶼，處於斯諾德格拉斯島以東，屬於比斯科群島中皮特群島的一部分，在1957年被繪入阿根廷地圖，現時由南極條約體系管理。